# District de Pukou
Le district de Pukou (浦口区 ; pinyin : Pǔkǒu Qū) est une subdivision administrative de la province du Jiangsu en Chine. Il est placé sous la juridiction de la ville sous-provinciale de Nankin (Nankin).